# Les Déserts
Les Déserts è un comune francese di 848 abitanti situato nel dipartimento della Savoia della regione dell'Alvernia-Rodano-Alpi.
Il comune ospita, sulle Prealpi dei Bauges, la stazione sciistica di La Féclaz.

## Società

### Evoluzione demografica
Abitanti censiti